# Jakub Navrátil
Jakub Navrátil (* 1. Februar 1984 in Tábor) ist ein tschechischer Fußballspieler.

## Vereinskarriere

### Tschechien
Tomáš Rada wuchs in Tábor auf und schloss sich der Juniorenabteilung des FK Tábor an. 2002 wurde er bei 1. FK Příbram Profi-Fußballer und spielte hier fünfeinhalb Spielzeiten lang. In der Winterpause 2007/08 wechselte er dann zu Viktoria Pilsen und spielte dort drei Jahre.

### Türkei
In der Winterpause 2010/11 wechselte er zusammen mit seinem Teamkollegen Tomáš Rada zum türkischen Erstligisten Sivasspor. Hier eroberte er sich auf Anhieb einen Stammplatz und machte bis Saisonende 17 Ligaspiele.

### Tschechien II
Im Sommer 2014 kehrte Navrátil in seine Heimat zurück und heuerte bei FK Mladá Boleslav an.